# Pachnobia speciosa
Pachnobia speciosa là một loài bướm đêm trong họ Noctuidae.